# Боэн-ан-Вермандуа
Боэн-ан-Вермандуа́ (фр. Bohain-en-Vermandois) — коммуна на севере Франции, регион О-де-Франс, департамент Эна, округ Сен-Кантен, центр одноименного кантона. Расположена в 22 км к северо-востоку от Сен-Кантена, в 26 км от автомагистрали А26. На западе коммуны находится железнодорожная станция Боэн линии Крей-Жёмон.
Население (2018) — 5 675 человек.

## История
В Средние века территория, на которой расположен город, до 1956 года называвшийся просто Боэн, была предметом интереса многих феодалов, вследствие чего он был ареной многочисленных сражений. В городе и его окрестностях в настоящее время можно обнаружить остатки крепостных стен. 
После того, как Боэн окончательно перешел к Франции, в городе стали стремительно развиваться промышленность и торговля, он стал центром производства текстиля. Известна история о том, что император Наполеон заказал местным ткачам платок для своей жены Жозефины. В настоящее время многие старые фабрики уже закрыты, но город сохраняет многовековые традиции.

## Достопримечательности
- Церковь Нотр-Дам-де-Лурд, восстановленная после Первой мировой войны в неоготическом стиле
- Здание мэрии XIX века во фламандском стиле
- Протестантский храм 30-х годов XX века
- Дом-музей Анри Матисса, в котором знаменитый художник провел свои детство и юность

## Экономика
Структура занятости населения:
- сельское хозяйство — 2,2 %
- промышленность — 12,5 %
- строительство — 7,3 %
- торговля, транспорт и сфера услуг — 32,0 %
- государственные и муниципальные службы — 46,0 %

Уровень безработицы (2017) — 31,7 % (Франция в целом — 13,4 %, департамент Эна — 17,8 %). 

Среднегодовой доход на 1 человека, евро (2018) — 15 160 (Франция в целом — 21 730, департамент Эна — 19 690).

## Демография
Динамика численности населения, чел.

## Администрация
Пост мэра Боэн-ан-Вермандуа с 2017 года занимает Иан Рожо (Yann Rojo). На муниципальных выборах 2020 года возглавляемый им левый список был единственным.
| Период | Период | Фамилия         | Партия                             | Примечания                                                                 |
| ------ | ------ | --------------- | ---------------------------------- | -------------------------------------------------------------------------- |
| 1969   | 1977   | Бернар Робер    |                                    |                                                                            |
| 1977   | 1989   | Иван Роже       | Коммунистическая партия            | член Генерального совета департамента                                      |
| 1989   | 1989   | Серж Леменс     |                                    |                                                                            |
| 1989   | 1995   | Оскар Милло     | Объединение в поддержку Республики |                                                                            |
| 1995   | 1996   | Иван Роже       | Разные левые                       | член Генерального совета департамента                                      |
| 1996   | 2001   | Гастон Урьес    |                                    |                                                                            |
| 2001   | 2008   | Даниэль Дормион | Социалистическая партия            | юрист                                                                      |
| 2008   | 2017   | Жан-Луи Брику   | Социалистическая партия            | член Регионального совета Пикардии, депутат Национального собрания Франции |
| 2017   |        | Иан Рожо        | Коммунистическая партия            | медбрат-координатор                                                        |

## Ссылки

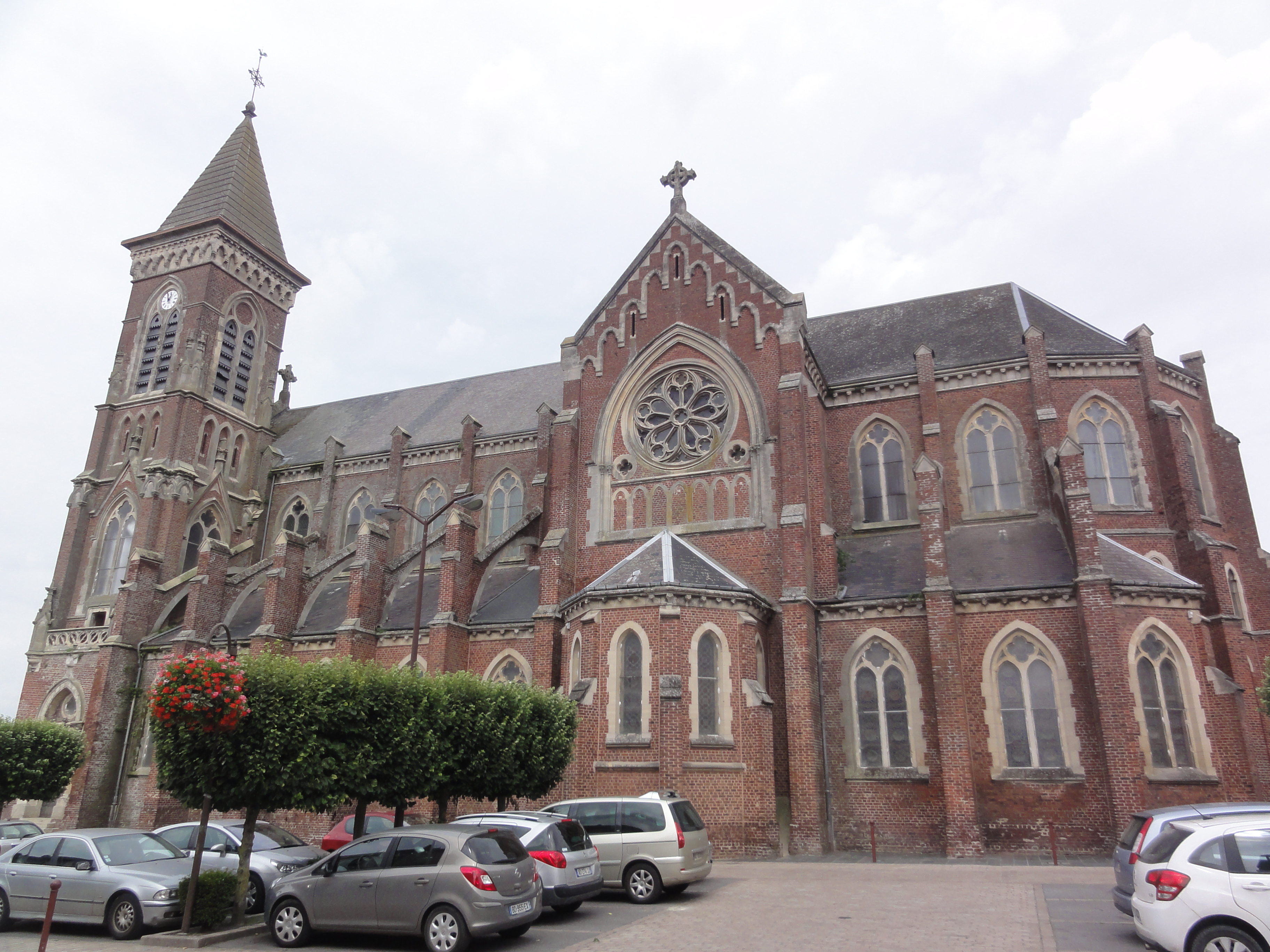
Церковь Нотр-Дам-де-Лурд
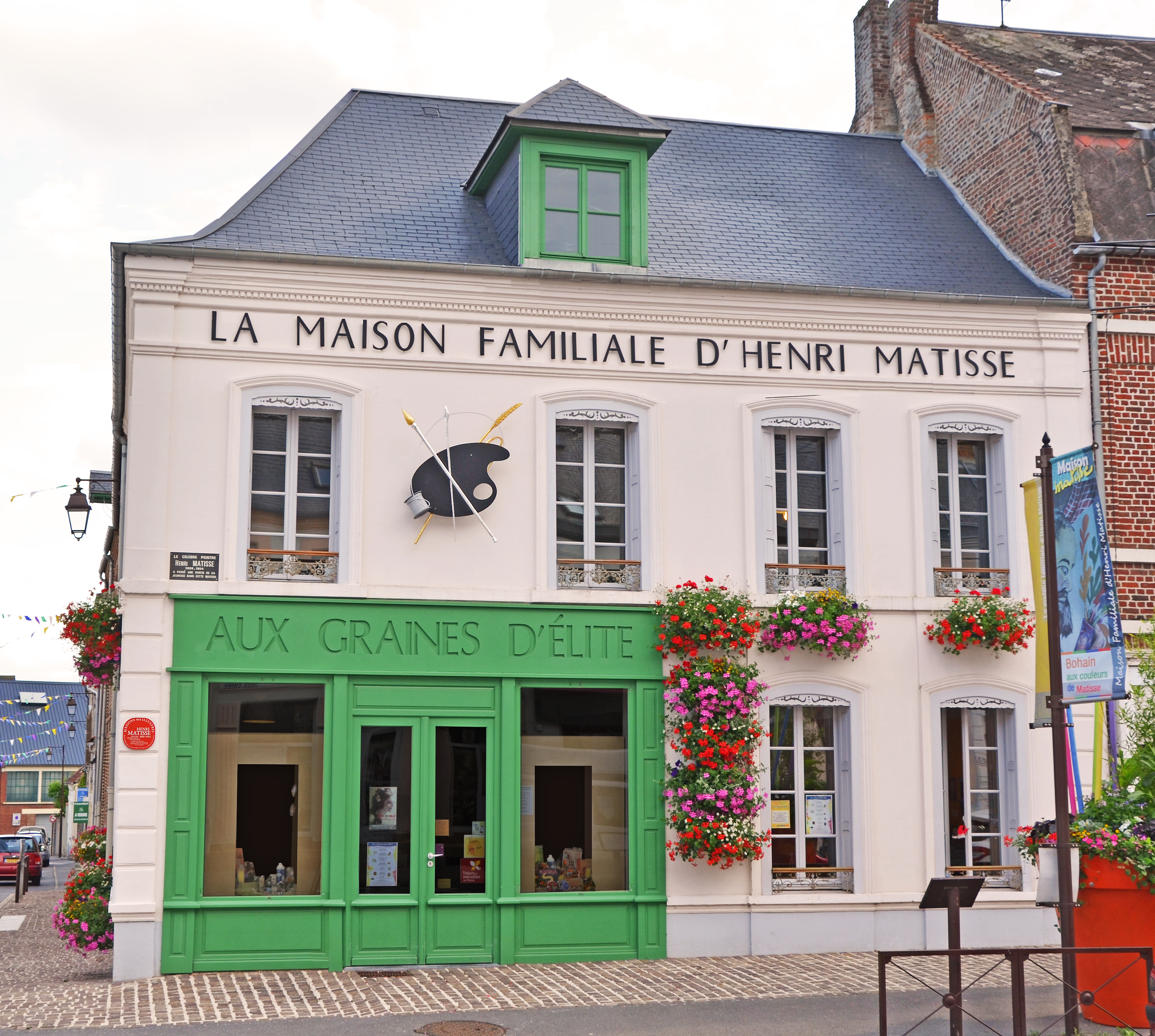
Дом-музей Анри Матисса